# Lars Olof Norell
Lars Olof Norell, född 24 januari 1811 i Hudiksvalls församling, Gävleborgs län, död 4 oktober 1884 i Njutångers församling, Gävleborgs län, var en svensk pianotillverkare och instrumentmakare. Han tillverkade även möbler.

## Biografi
Norell föddes 24 januari 1811 i Hudiksvall. Han var son till prästen Sven Norell och Sara Christina Adde. Norell började vid Uppsala universitet år 1832. Han prästvigdes 9 december 1835. Norell blev samma datum pastorsadjunkt i Hedersunda församling.  1853 vikarierade han som komminister i Trönö församling. 1854 blev han kapellpredikant och skollärare vid Nianfors församling. 1861 komminister i Njutångers församling. Norell avled 4 oktober 1884 i Njutånger.
Norell gifte sig 28 oktober 1862 med Wilhelmina Lundstedt (1835-1925). De fick tillsammans barnen Wilhelmina Christina (1863-1864), Ida Wilhelmina (1865-1897) och Lars Johan (född 1866).

## Instrument

### Bevarade instrument
- Pyramidflygel med serienummer 3. (MTM M4042)

### Patent
Den 1 december 1846 ansökte Norell om ett patent hos Kommerskollegiet. Han fick det beviljat 18 januari 1847 och det kom att sträcka sig under sju år. Uppfinningen gick ut på att fästa strängarna på en järnbåge och spänna fast dom med en kil på ett fortepiano.